# Loxocera lutulenta
Loxocera lutulenta är en tvåvingeart som beskrevs av Iwasa 1992. Loxocera lutulenta ingår i släktet Loxocera och familjen rotflugor. Inga underarter finns listade i Catalogue of Life.